# Амангельдинское газовое месторождение
Амангельдинское газовое месторождение (Амангельдинское газоконденсатное месторождение) — нефтегазовое месторождение в Жамбылской области Казахстана, в 165 км к северу от города Тараз. Относится к Чу-Сарысуйской нефтегазоносной области.
Открыто в 1975 году. Залежи на глубине 0,45 — 2,2 км. Дебит газа 37-213,4 тыс. т/сут. Нефтегазоносная структура имеет размеры 13,5×7 км, мощность около 400 м. Нефтегазоносные слои заключены в нижнепермских — нижнекарбонатных отложениях.
23 октября 2003 года с участием президента Казахстана Нурсултана Назарбаева прошло открытие 193-километрового центрального газопровода Амангельды — КС-5 для обеспечения Жамбылской области газом из Амангельдинского месторождения.